# Rick Rosenthal
Rick Rosenthal (Nova York, 15 de juny de 1949) és un director de cinema estatunidenc, fill de Richard L. Rosenthal i Hilda Rosenthal (de soltera Gould). Es va casar amb l'actriu Nancy Stephens el 23 de maig de 1981. Té tres fills. S'ha dedicat sobretot a la televisió, destacant especialment per les sèries Buffy cazavampiros i Smallville.

## Filmografia
- 1981: Halloween 2 amb Jamie Lee Curtis i Donald Pleasence
- 1983: Bad Boys amb Sean Penn
- 1984: American Dreamer amb JoBeth Williams i Tom Conti
- 1987: Russkies amb Joaquin Phoenix
- 1987: Distant Thunder amb John Lithgow
- 1994: The Birds II: Land's End amb Tippi Hedren
- 2002: Halloween: Resurrection amb Jamie Lee Curtis
- 2002: Buffy the Vampire Slayer (episodis Normal Again i Help (Buffy the Vampire Slayer))
- 2003−2008: Smallville (7 episodis)

## Premis i nominacions
Nominacions
- 2015: Primetime Emmy a la millor sèrie de televisió de comèdia per Transparent